# Manuel Beltrán
Manuel Beltrán Martínez (født 28. maj 1971 i Jaén) er en tidligere spansk cykelrytter.
Bjergrytteren Beltrán blev i 1995 professionel med holdet Mapei. Beltráns eneste sejr kom i 1999 under Katalonien Rundt. Han vandt en enkeltstart og sammenlagt. Han kørte senest for det italienske hold Liquigas. Under Vuelta a España kom han tre gange i træk blandt de ti bedste sammenlagt. Den bedste af placeringerne kom i 2003 med en sjetteplads. Det bedste Tour de France-resultatet er en ellevte plads fra 2000.
Den 11. juli 2008 bekræftede det franske antidoping-agentur (AFLD) at Manuel Beltran var blevet testet positivt for EPO under Tour de France 2008.
Kælenavnet Triki kommer af Beltráns forkærlighed for småkager. Småkagemonsteret i TV-serien Sesame Street hedder nemlig Triki på spansk.